# Paraminotella nepalensis
Paraminotella nepalensis es una especie de insecto coleóptero de la familia Chrysomelidae.
Fue descrita científicamente en 1991 por Doeberl.